# Iride (corvetta)
L'Iride (già Aquila) è stata una corvetta a vela della Regia Marina, già della Marina del Regno di Sardegna.

## Storia
Costruita tra il 1837 ed il 1839 nei cantieri genovesi della Foce per la Marina sardo-piemontese, la nave si chiamava originariamente Aquila ed era una corvetta da 24 cannoni. Scafo in legno con carena ricoperta di piastre in rame e tre alberi a vele quadre, la nave aveva buone caratteristiche marine ed era veloce e manovriera con tempo favorevole, mentre in caso di mare mosso era afflitta da problemi di rollio particolarmente intenso e soprattutto con mare grosso tendeva, invece che a scavalcare le onde, ad infilarvisi, con seri rischi per il bompresso, rendendo necessario ammainare gran parte delle vele. Per ovviare a quest'ultimo problema venne imbarcata ulteriore zavorra a poppa, ma tale accorgimento non ottenne i risultati sperati.
Appena completata, il 6 giugno 1839, l'Aquila lasciò Genova ed effettuò quindi una crociera addestrativa per gli allievi della Regia Scuola di Marina di Genova, che la condusse nel Mar Baltico e nell'Europa settentrionale, prima di fare ritorno a Genova il 12 dicembre dello stesso anno. Dal 21 febbraio al 24 agosto 1840 la nave operò nelle acque del Levante Mediterraneo. Nel 1841 l'Aquila venne impiegata per il trasporto di materiale militare dalla Francia al Regno di Sardegna, e nel corso dello stesso anno compì una crociera in acque greche.
Nel 1844 la corvetta fu inviata in America meridionale come stazionaria: il 12 settembre 1844, la nave giunse a Montevideo, trasportandovi il nuovo comandante della Stazione Navale sarda in Sudamerica, barone Filippo Augusto Corporandi d'Auvare. L'Aquila rimase poi di stazione sul Rio della Plata sino al 1846.

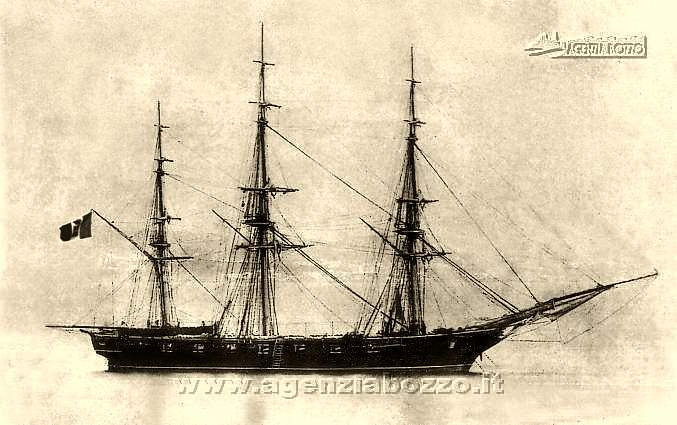
Un’altra fotografia dellIride alla fonda nel golfo di Napoli, intorno all’agosto 1867.

Al comando del Barone de Rochette, la nave partecipò poi alla prima guerra d’indipendenza: nel maggio del 1848 salpò da Genova insieme alle pirocorvette a ruote Tripoli e Malfatano ed alla corvetta a vela Aurora, passò al largo di Messina verso le dieci del mattino del 13 maggio e quindi proseguì alla volta dell'Adriatico, giungendo ad Ancona il 17, insieme a Tripoli e Malfatano. Una volta raggiunta la squadra navale già presente nelle acque dell'Alto Adriatico, l'Aquila partecipò alle operazioni di blocco al porto di Trieste, a favore di Venezia insorta. Dal 7 giugno al 14 agosto le navi sardo-piemontesi e ad alcune unità venete, stazionarono al largo di Trieste nell'ambito del blocco navale imposto alla città, importante porto civile e militare austro-ungarico. Tale blocco rimase però sulla carta, dato che la squadra sardo-veneta, giunta davanti a Trieste già il 23 maggio, aveva ricevuto diversi consoli delle nazioni della Confederazione tedesca, i quali affermarono che qualunque atto di guerra contro Trieste sarebbe stato considerato anche contro i loro stati. La squadra italiana rimase pertanto inattiva, e non reagì nemmeno quando, il 6 giugno, la nave ammiraglia San Michele venne colpita di rimbalzo da una palla sparata per provocazione da una fregata austroungarica. Nonostante la formale proclamazione del blocco, avvenuta l'11 giugno, diverse navi nemiche con carichi militari riuscirono ad entrare ed uscire da Trieste senza incontrare ostacoli. Le navi sarde rientrarono a Venezia in agosto e ricevettero l'ordine di ritrasportare in Piemonte via mare il corpo di spedizione sardo-piemontese del generale La Marmora, costituito da circa 2.000 uomini. Tornate ad Ancona il 9 settembre, negli ultimi giorni di ottobre le navi effettuarono una breve puntata su Venezia, per poi tornare rapidamente nel porto marchigiano. La Squadra sarda fu poi fatta rientrare in patria in seguito alla definitiva sconfitta di Novara: l'Aquila, in particolare, giunse a Genova il 21 gennaio 1849.
Disarmata e sottoposta a lavori, il 14 giugno 1852 la nave ripartì per una nuova crociera nel Levante. Nel 1853 l'Aquila compì una nuova crociera in Sudamerica, al comando di Giovan Battista Albini: durante una sosta a Montevideo si verificò la diserzione di diversi marinai liguri e sardi. La corvetta rimase stazionaria in quella città sino al 1854.
Nel 1855-1856, durante la guerra di Crimea, l'Aquila fece parte della Divisione Navale sarda inviata in Crimea (forte complessivamente di 23 navi di vario tipo, 126 pezzi d’artiglieria e 2574 uomini) e prese parte alle operazioni di tale conflitto. Nel periodo dal 1855 al 1859 la corvetta ebbe inoltre impiego come nave scuola.
Nel 1860, durante la campagna che avrebbe portato all’unificazione dell’Italia, l'unità venne impiegata per funzioni di trasporto e supporto logistico alla squadra navale sarda, al comando del viceammiraglio Carlo Pellion di Persano, che prese parte alle operazioni navali connesse alla campagna.
Il 17 marzo 1861, con la nascita della Regia Marina, l'anziana Aquila venne iscritta nei ruoli della nuova forza armata, con il nuovo nome di Iride (vi era infatti già un’altra nave con il nome di Aquila, un avviso a ruote ex borbonico) e la classificazione di corvetta a vela di I rango. L'armamento, 24 cannoni da 18 libbre a canna liscia ed avancarica di produzione francese, venne ridotto a 18 pezzi anch'essi a canna liscia ed avancarica ma del calibro di 40 libbre, mentre l'equipaggio salì da 190 a 217 unità.
Il 12 luglio 1862 l'Iride ripartì per il Sudamerica, dove rimase poi come stazionaria sul Rio della Plata, funzione che mantenne sino al 25 luglio 1863: tornata in Italia, l'unità venne posta in riserva a Napoli il 12 novembre 1863 e poi disarmata nella città partenopea. Il 14 giugno 1863, nel frattempo, la nave era stata declassata corvetta a vela di II ordine.

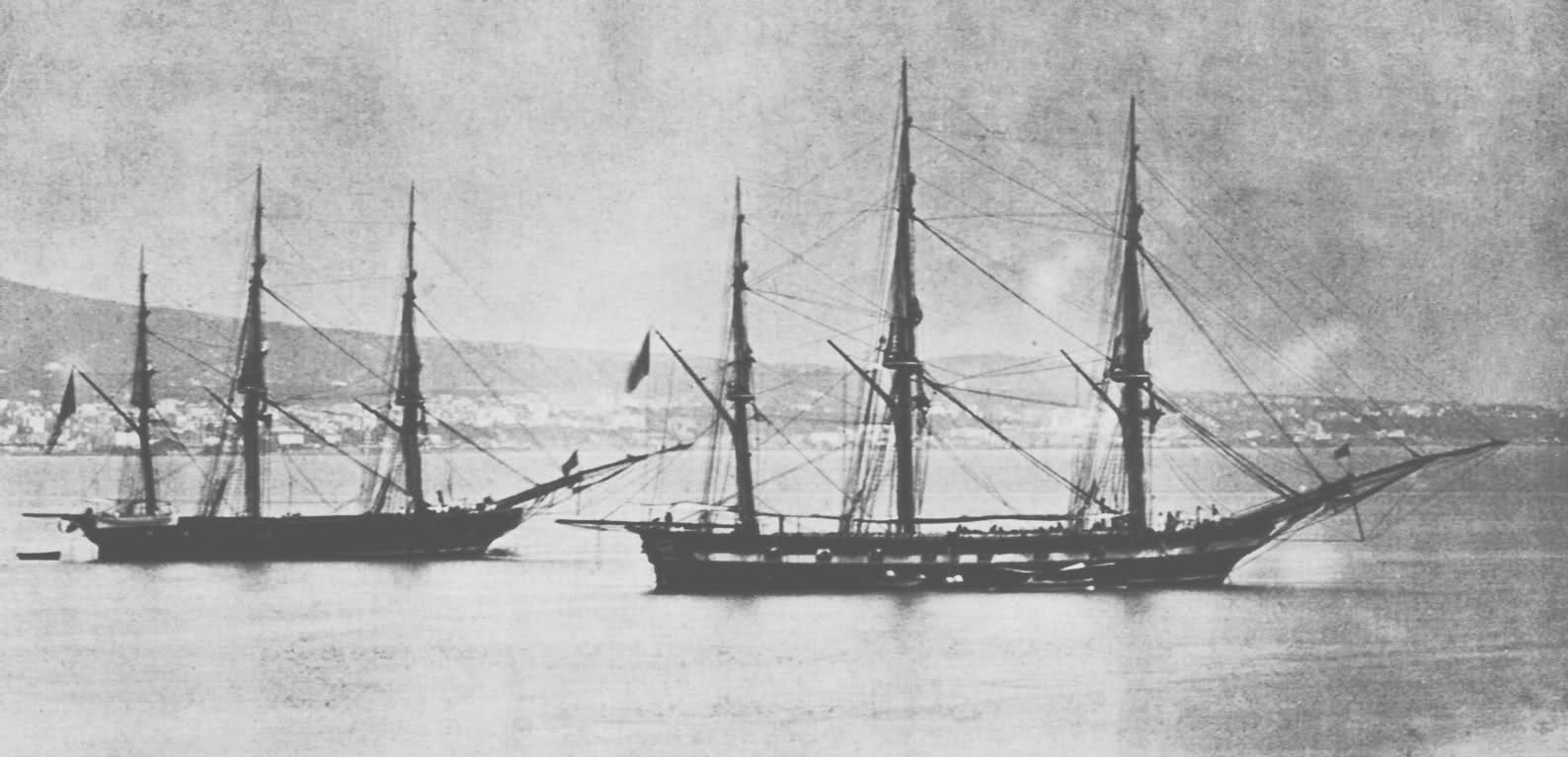
LIride (sulla sinistra) e la corvetta Zeffiro a Napoli nel 1867

Dal 1º marzo 1865 al settembre 1868 la corvetta, utilizzata come nave scuola, operò nelle acque del Mediterraneo orientale, svolgendo diverse crociere addestrative e d'istruzione. Nella primavera del 1867 l'Iride, agli ordini del comandante Bertelli, venne aggregata alla II Squadra d'Evoluzione, composta da unità a vela tutte particolarmente anziane – la fregata San Michele e le corvette Valoroso, Euridice e Zeffiro – insieme alle quali compì una campagna d'istruzione per 35 sottotenenti di vascello nel Mediterraneo occidentale e nell'Atlantico. Durante tale campagna la squadra, partita in aprile, toccò le Canarie, le isole di Capo Verde, le Azzorre e diversi porti della Francia settentrionale e dell'Inghilterra, approdando poi a Cagliari ad inizio settembre per poi toccare Sardegna, Corsica e Baleari.
Nel 1868 l'Iride, insieme ad Euridice, Valoroso e Zeffiro, partecipò ad una nuova crociera addestrativa nel Mediterraneo orientale, agli ordini del comandante Pepi: durante una sosta a Smirne nella notte tra il 6 ed il 7 agosto 1868, gli equipaggi delle quattro corvette collaborarono attivamente alle operazioni di spegnimento di un violento incendio scoppiato in alcuni edifici della città turca, ed il 15 agosto queste ripartirono da Smirne alla volta di Napoli. Al termine dell'ultima crociera d'addestramento la nave rientrò a Genova.
Posta in disarmo alla Spezia il 9 ottobre 1868, l'ormai vecchia Iride venne radiata il 4 aprile 1869 ed avviata alla demolizione.